# 馬奇托維島
馬奇托維島是俄羅斯的島嶼，屬於北地群島的一部分，位於共青團員島東南1.4公里的拉普捷夫海，由克拉斯諾亞爾斯克邊疆區負責管轄，長3.1公里、寬1.4公里，最高點海拔高度100米，島上無人居住。